# جوزيبي أكينو (لاعب كرة قدم)
جوزيبي أكينو (بالإيطالية: Giuseppe Aquino)‏ (11 يوليو 1983 في إيطاليا - ) هو لاعب كرة قدم إيطالي في مركز الدفاع. لعب مع نادي ريميني وايه إس دي سامبينديتيس كالتشيو ‏ وSS Monopoli 1966 ‏ وVastese Calcio 1902 ‏ وAC Sangiustese ‏ وASD Fortis Juventus 1909 ‏ وايه سي ماكراتيسي ونادي أبريليا راسينغ كلوب ‏ وASD Victor San Marino ‏.

## وصلات خارجية
- جوزيبي أكينو (لاعب كرة قدم) على موقع قاعدة بيانات كرة القدم.إي يو (الإنجليزية)